# Georg 1. Vilhelm af Schaumburg-Lippe
Fyrst Georg 1. Vilhelm til Schaumburg-Lippe (tysk: Fürst Georg I. Wilhelm zu Schaumburg-Lippe) (20. december 1784 – 21. november 1860) var greve og fra 1807 fyrste af Schaumburg-Lippe fra 1787 til 1860.

## Biografi
Georg Vilhelm blev født den 20. december 1784 i Bückeburg i Grevskabet Schaumburg-Lippe som den yngste men eneste overlevende søn af grev Philip 2. af Schaumburg-Lippe og prinsesse Juliane af Hessen-Philippstal.. 
Han efterfulgte som 2-årig sin far som greve af Schaumburg-Lippe ved dennes død den 13. februar 1787. På grund af sin unge alder blev hans mor indsat som regent. Imidlertid invaderede og besatte landgrev Vilhelm 9. af Hessen-Kassel hele Schaumburg-Lippe med undtagelse af Wilhelmstein, da han gjorde krav på grevskabet med begrundelse i grev Philip 2.'s påståede morganatiske afstamning. Rigshofrådet i Wien afsagde imidlertid dom i sagen til fordel for Georg Vilhelm og beordrede Vilhelm 9. til at trække sig ud af grevskabet, hvad han også gjorde efter to måneders besættelse.
Den 6. august 1806 opnåede Georg Vilhelm suveræn status, da Schaumburg-Lippe blev medlem af Rhinforbundet. Den 18. april 1807 blev Schaumburg-Lippe ophøjet fra grevskab til fyrstendømme, og Georg Vilhelm fik titel af fyrste. I 1815 blev Schaumburg-Lippe medlem af Det Tyske Forbund.
Fyrst Georg Vilhelm døde 75 år gammel den 22. november 1860 i Bückeburg efter en regeringstid på over 73 år. Han blev efterfulgt som fyrste af sin ældste søn Adolf Georg.

## Ægteskab og børn
Georg Vilhelm giftede sig den 23. juni 1816 i Arolsen med prinsesse Ida af Waldeck og Pyrmont, datter af fyrst Georg 1. af Waldeck og Pyrmont og prinsesse Auguste af Schwarzburg-Sondershausen. De fik 9 børn:
- Adolf 1. Georg (1817–1893), Fyrste af Schaumburg-Lippe 1860–1893

∞ 1844 Prinsesse Hermine af Waldeck og Pyrmont (1827–1910)
- Mathilde (1818–1891)

∞ 1843 Hertug Eugen af Württemberg (1820–1875)
- Adelheid (1821–1899)

∞ 1841 Hertug Frederik af Slesvig-Holsten-Sønderborg-Glücksborg (1814–1885)
- Ernst (1822–1831)
- Ida (1824–1894)
- Emma (1827–1828)
- Wilhelm (1834–1906)

∞ 1862 Prinsesse Bathildis af Anhalt-Dessau (1837–1902)
- Hermann (1839–1839)
- Elisabeth (1841–1926)

∞ Prins Wilhelm af Hanau (1836–1902)